# وین هاموند (ورزشکار)
وین هاموند (انگلیسی: Wayne Hammond؛ زادهٔ ۵ سپتامبر ۱۹۴۸) بازیکن هاکی روی چمن اهل استرالیا است.